# La Chapelle-Saint-Mesmin

La Chapelle-Saint-Mesmin este o comună în departamentul Loiret din centrul Franței. În 1 ianuarie 2022 avea o populație de 10.492 de locuitori.